# 63787 Michelmaurette
63787 Michelmaurette è un asteroide della fascia principale. Scoperto nel 2001, presenta un'orbita caratterizzata da un semiasse maggiore pari a 2,810652 UA e da un'eccentricità di 0,162690, inclinata di 9,512882ª rispetto all'eclittica.
Fa parte della famiglia di asteroidi Gefion.